# Anoura latidens
Anoura latidens је врста слепог миша из породице љиљака-вампира (Phyllostomidae). 

## Распрострањење
Ареал врсте је ограничен на мањи број држава. 
Врста има станиште у Венецуели, Колумбији, Перуу и Гвајани.

## Станиште
Станиште врсте су шуме. Врста је присутна на рубном подручју слива реке Амазон у Јужној Америци. 

## Начин живота
Исхрана врсте Anoura latidens укључује нектар, полен, инсекте и воће. 

## Угроженост
Ова врста је наведена као последња брига, јер има широко распрострањење и честа је врста.